# Manfred Trojahn
Manfred Trojahn (ur. 22 października 1949 w Cremlingen) – niemiecki kompozytor.

## Życiorys
W latach 1966–1970 studiował w Niedersächsische Musikschule w Brunszwiku, gdzie uczył się gry na flecie. Następnie był uczniem Karlheinza Zöllera (flet) i Diethera de la Motte (kompozycja) w Hochschule für Musik w Hamburgu. Uczestniczył ponadto w kursach Györgya Ligetiego i Alberta Bittnera. W 1975 roku zdobył nagrodę im. J.S. Bacha, a w 1978 roku I lokatę na Międzynarodowej Trybunie Kompozytorów w Paryżu. W latach 1979–1980 przebywał jako stypendysta w Villa Massimo w Rzymie. W 1984 roku otrzymał Niedersächsisches Künstlerstipendium. W 1991 roku został wykładowcą kompozycji w Robert Schumann Hochschule für Musik w Düsseldorfie. W 1993 roku został przyjęty na członka Freie Akademie der Künste w Hamburgu, a w 2001 roku na członka Bayerische Akademie der Schönen Künste w Monachium. Występował gościnnie jako dyrygent z wiodącymi orkiestrami w Niemczech.

## Twórczość
W swojej twórczości odrzucił konformizm typowy dla awangardy, wzorując się na swobodnych stylistycznie dziełach Hansa Wernera Henzego i Benjamina Brittena. Nawiązywał także do neoklasycyzmu Francisa Poulenka i Dariusa Milhauda. Wpływy kultury francuskiej widoczne są w tytułach jego utworów i doborze tekstów. Kompozycje Trojahna cechują się silnym rysem indywidualistycznym.

## Wybrane kompozycje
(na podstawie materiałów źródłowych)

### Utwory orkiestrowe
- 5 symfonii (I 1973, II 1978, III 1984, IV na tenora i orkiestrę 1992, V 2004)
- Notturni trasognati na flet altowy i orkiestrę kameralną (1977)
- Abschied... (1978)
- Conduct na smyczki i perkusję (1978)
- Erstes See-Bild (1979–1980)
- Berceuse (1980)
- Koncert fletowy (1981–1983)
- L’Autunno (1986–1990)
- Cinq Epigraphes (1987)
- Variationen (1987)
- Transir (1988)
- Notturno na instrumenty dęte, instrumenty smyczkowe, czelestę i harfę (1989)
- Koncert obojowy (1990–1991)
- Quattro pezzi (1992)
- Divertissement na obój i orkiestrę kameralną (1992–1993)
- Cornisches Nachtlied (1994)
- ... mit durch-scheinender Melancholie. Ein Brahms-Porträt (1995)
- Koncert skrzypcowy (1999)
- Rapsodia na klarnet i orkiestrę (2002)
- 4 Orchesterstücke (2003)

### Utwory kameralne
- Deux pièces brèves na kwartet smyczkowy (1973)
- Kammerkonzert na 8 instrumentów (1974)
- Les couleurs de la pluie na 6 fletów (1974)
- 3 kwartety smyczkowe (I 1976, II z klarnetem i mezzosopranem 1979–1980, III 1983)
- Objet trouvé na flet i klawesyn (1977)
- Fantasia na gitarę (1979)
- ...une campagne noire de soleil na zespół kameralny (I Déplorations 1982, II' Silences 1982; III Chimèrès 1983, IV Cigales 1992, V Chants noirs 1986, VI Exaltations 1992, VII Processions (1986)
- Berceuse na 5 instrumentów smyczkowych (1983)
- Sonata skrzypcowa (1983)
- Sonata wiolonczelowa (1983)
- Soleares na fortepian i kwartet smyczkowy (1985)
- Epitaphe na 4 flety (1986)
- Fragmente für Antigone na kwartet smyczkowy (1988)
- Fünf Intermezzi na gitarę i zespół kameralny (1988–1989)
- Poème abandonné na kwartet saksofonowy, altówkę, wiolonczelę i kontrabas (1989)
- Ginevras Lied na skrzypce (1995)
- Danse. Pastiche en hommage à Olivier Messiaen na skrzypce i fortepian (1997)

### Utwory fortepianowe
- Berceuse (1980)
- La folia na 2 fortepiany (1982)

### Utwory organowe
- Conduct dla 2 organistów (1977)

### Utwory wokalno-instrumentalne
- ...stiller Geführt der Nacht na sopran, flet, wiolonczelę, perkusję i czelestę (1978)
- Fünf See-Bilder na mezzosopran i orkiestrę (1979–1983)
- Elegía del tiempo final na tenora i 7 instrumentów (1981–1982)
- Quattro Madrigali na chór, 4 skrzypiec i 4 wiolonczele (1983)
- Trakl-Fragmente na mezzosopran i fortepian (1983–1984)
- Nachtwandlung na mezzosopran i 14 instrumentów (1983–1984)
- Requiem na sopran, mezzosopran, baryton, chór i orkiestrę kameralną (1984–1985)
- Die Nachtigall na 2 soprany, mezzosopran i 3 klarnety (1984)
- Spätrot na mezzosopran i fortepian (1987)
- Lieder auf der Flucht na baryton, gitarę i 13 instrumentów (1988–1989)
- Grodek na baryton i 8 instrumentów (1991)
- Frammenti di Michelangelo na sopran koloraturowy, 12 instrumentów dętych i kontrabas (1995)
- 3 Songs by John Keats na mezzosopran i 6 instrumentów (2002)
- Ariosi na sopran, bassethorn i orkiestrę (2006)

### Utwory sceniczne
- komedia dramatyczna Enrico (1989, wyst. Schwetzingen 1991)
- opera Das wüste Land (1994)
- opera Was ihr wollt (1998, wyst. Monachium 1998)
- opera Limonen aus Sizilien (2003, wyst. Kolonia 2003; wersja zrewid. 2004, wyst. Würzburg 2005)
- opera La grande Magia (2007, wyst. Drezno 2008)